# Karel Abraham
Karel Abraham  (Brno, 1990. január 2. –) cseh motorversenyző, jelenleg a MotoGP királykategóriájának tagja.

## Karrierje
Abraham a MotoGP-ben 2005-ben mutatkozott be, ám ebben a szezonban nem sikerült pontot szereznie. Ennek ellenére szerződést kapott 2006-ra is, ekkor már kétszer sikerült a legjobb 15 között végeznie, ez nyolc pontot jelentett számára.
Ezt követően a negyedliteres géposztályban indult, ahol a kategóriaváltás ellenére egyre stabilabb pontszerzőként tartották számon, . Összetett helyezései, illetve pontjai is ezt mutatták a folyamatos növekvő tendenciával. 2010-ben a Moto2-ben versenyzett, annak ellenére, hogy sokak szerint csak „bevásárolta magát”. Itt a szezonzáró valenciai versenyen megszerezte pályafutása első futamgyőzelmét.
2011 óta a királykategória versenyzője, jelenleg a Reale Avintia Racing tagja.

## Statisztika
| Szezon   | Géposztály | Motor    | Versenyek | Győzelem | Dobogó | Pole | L.kör | Pont | Helyezés |
| -------- | ---------- | -------- | --------- | -------- | ------ | ---- | ----- | ---- | -------- |
| 2005     | 125 cm³    | Aprilia  | 15        | 0        | 0      | 0    | 0     | 0    | -        |
| 2006     | 125 cm³    | Aprilia  | 16        | 0        | 0      | 0    | 0     | 8    | 24.      |
| 2007     | 250 cm³    | Aprilia  | 17        | 0        | 0      | 0    | 0     | 31   | 16.      |
| 2008     | 250 cm³    | Aprilia  | 15        | 0        | 0      | 0    | 0     | 40   | 16.      |
| 2009     | 250 cm³    | Aprilia  | 16        | 0        | 0      | 0    | 0     | 74   | 14.      |
| 2010     | Moto2      | RSV      | 14        | 1        | 2      | 0    | 1     | 96   | 10.      |
| 2010     | Moto2      | FTR      | 14        | 1        | 2      | 0    | 1     | 96   | 10.      |
| 2011     | MotoGP     | Ducati   | 16        | 0        | 0      | 0    | 0     | 64   | 14.      |
| 2012     | MotoGP     | Ducati   | 14        | 0        | 0      | 0    | 0     | 59   | 14.      |
| 2013     | MotoGP     | ART      | 9         | 0        | 0      | 0    | 0     | 5    | 24.      |
| 2014     | MotoGP     | Honda    | 18        | 0        | 0      | 0    | 0     | 33   | 17.      |
| 2015     | MotoGP     | Honda    | 10        | 0        | 0      | 0    | 0     | 0    | HN       |
| 2017     | MotoGP     | Ducati   | 18        | 0        | 0      | 0    | 0     | 32   | 20.      |
| 2018     | MotoGP     | Ducati   | 18        | 0        | 0      | 0    | 0     | 12   | 23.      |
| 2019     | MotoGP     | Ducati   | 19        | 0        | 0      | 0    | 0     | 9    | 24.      |
| Összesen | Összesen   | Összesen | 214       | 1        | 2      | 0    | 1     | 463  |          |

## Teljes MotoGP-eredménylistája
(Táblázat értelmezése)

(Félkövér: pole-pozícióból indult; dőlt: leggyorsabb kört futott) 

| Év   | Géposztály | Motor   | 1      | 2      | 3      | 4      | 5       | 6         | 7      | 8      | 9      | 10     | 11     | 12     | 13     | 14     | 15     | 16     | 17     | 18     | 19     | Poz. | Pont |
| ---- | ---------- | ------- | ------ | ------ | ------ | ------ | ------- | --------- | ------ | ------ | ------ | ------ | ------ | ------ | ------ | ------ | ------ | ------ | ------ | ------ | ------ | ---- | ---- |
| 2005 | 125 cm³    | Aprilia | SPA 22 | POR Ki | CHN 27 | FRA 21 | ITA 27  | CAT Ki    | NED Ki | GBR 17 | GER 17 | CZE Ki | JPN 28 | MAL Ki | QAT 28 | AUS    | TUR 18 | VAL Ki |        |        |        | -    | -    |
| 2006 | 125 cm³    | Aprilia | SPA 23 | QAT 24 | TUR 22 | CHN 26 | FRA 25  | ITA Ki    | CAT 21 | NED Ki | GBR 28 | GER Ki | CZE Ki | MAL 18 | AUS 17 | JPN 13 | POR 11 | VAL Ki |        |        |        | 24.  | 8    |
| 2007 | 250 cm³    | Aprilia | QAT Ki | SPA 15 | TUR 12 | CHN Ki | FRA Ki  | ITA 16    | CAT 14 | GBR 10 | NED 15 | GER Ki | CZE 14 | RSM 14 | POR 10 | JPN Ki | AUS 13 | MAL 12 | VAL Ki |        |        | 16.  | 31   |
| 2008 | 250 cm³    | Aprilia | QAT 7  | SPA 13 | POR 16 | CHN Ki | FRA Ki  | ITA 7     | CAT Ki | GBR 12 | NED Ki | GER Ki | CZE Ki | RSM 10 | IND    | JPN    | AUS 11 | MAL 12 | VAL 17 |        |        | 16.  | 40   |
| 2009 | 250 cm³    | Aprilia | QAT Ki | JPN 9  | SPA Ki | FRA 12 | ITA 13  | CAT 8     | NED 7  | GER Ki | GBR 14 | CZE Ki | IND 10 | SMR 11 | POR 10 | AUS 6  | MAL 12 | VAL 6  |        |        |        | 17.  | 11   |
| 2010 | Moto2      | RSV     | QAT 14 | SPA 28 |        |        |         |           |        |        |        |        |        |        |        |        |        |        |        |        |        | 14.  | 33   |
| 2010 | Moto2      | FTR     |        |        |        | FRA Ki | ITA 17  | GBR Ki    | NED 9  | CAT 4  | GER 5  | CZE Ni | IND NK | SMR NI | ARA 18 | JPN 3  | MAL 6  | AUS 10 | POR 10 | VAL 1  |        | 14.  | 33   |
| 2011 | MotoGP     | Ducati  | QAT 13 | SPA 7  | POR Ki | FRA 10 | CAT 10  | GBR 7     | NED Ki | ITA 12 | GER 12 | USA 11 | CZE Ki | IND Ki | RSM 12 | ARA Ki | JPN Ni | AUS 10 | MAL T  | VAL 8  |        | 14.  | 64   |
| 2012 | MotoGP     | Ducati  | QAT Ki | SPA 17 | POR Ki | FRA Ki | CAT 12  | GBR Vissz | NED Ni | GER    | ITA    | USA 10 | IND 8  | CZE 9  | RSM Ki | ARA 9  | JPN 11 | MAL 10 | AUS 9  | VAL 7  |        | 14.  | 59   |
| 2013 | MotoGP     | ART     | QAT Ki | AME Ni | SPA Ni | FRA 15 | ITA 15  | CAT Ki    | NED 15 | GER 18 | USA 14 | IND Ni | CZE 19 | GBR    | RSM Ki | ARA    | MAL    | AUS    | JPN    | VAL    |        | 24.  | 5    |
| 2014 | MotoGP     | Honda   | QAT 13 | AME 14 | ARG 13 | SPA Ki | FRA 15  | ITA 12    | CAT Ki | NED 14 | GER 13 | IND 11 | CZE 14 | GBR 13 | RSM 11 | ARA Ki | JPN Ki | AUS Ki | MAL Ki | VAL 17 |        | 17.  | 33   |
| 2015 | MotoGP     | Honda   | QAT Ki | AME Ki | ARG 21 | SPA Ki | FRA Ki  | ITA 17    | CAT Ni | NED    | GER    | IND    | CZE 21 | GBR 19 | RSM 21 | ARA Ki | JPN    | AUS    | MAL    | VAL    |        | HN   | 0    |
| 2017 | MotoGP     | Ducati  | QAT 14 | ARG 10 | AME Ki | ESP 15 | FRA Ki  | \| ITA 16 | CAT 14 | NED 7  | GER 17 | CZE 13 | AUT 14 | GBR 13 | RSM 17 | ARA Ki | JPN Ki | AUS 14 | MAL Ki | VAL 14 |        | 20.  | 32   |
| 2018 | MotoGP     | Ducati  | QAT 15 | ARG 20 | AME Ki | ESP 18 | FRA 17  | ITA Ki    | CAT 13 | NED Ki | GER 18 | CZE 18 | AUT 21 | GBR T  | RSM 20 | ARA 15 | THA 17 | JPN Ki | AUS 11 | MAL Ki | VAL 14 | 23.  | 12   |
| 2019 | MotoGP     | Ducati  | QAT 18 | ARG Ki | AME 16 | ESP 16 | FRA Kiz | ITA 14    | CAT Ki | NED 17 | GER 15 | CZE 19 | AUT 15 | GBR 15 | RSM 17 | ARA 18 | THA 19 | JPN 18 | AUS 14 | MAL 17 | VAL 14 | 24.  | 9    |

* Szezon folyamatban.

## Teljes Superbike világbajnokság eredménylistája
| Szezon | Motor | 1      | 1      | 2      | 2      | 3      | 3      | 4      | 4      | 5      | 5      | 6      | 6      | 7     | 7      | 8      | 8      | 9      | 9      | 10     | 10     | 11     | 11     | 12  | 12  | 13     | 13     | Poz. | Pontok |
| Szezon | Motor | V1     | V2     | V1     | V2     | V1     | V2     | V1     | V2     | V1     | V2     | V1     | V2     | V1    | V2     | V1     | V2     | V1     | V2     | V1     | V2     | V1     | V2     | V1  | V2  | V1     | V2     | Poz. | Pontok |
| ------ | ----- | ------ | ------ | ------ | ------ | ------ | ------ | ------ | ------ | ------ | ------ | ------ | ------ | ----- | ------ | ------ | ------ | ------ | ------ | ------ | ------ | ------ | ------ | --- | --- | ------ | ------ | ---- | ------ |
| 2016   | BMW   | AUS 13 | AUS 11 | THA Ki | THA 15 | SPA 15 | SPA 14 | NED Ki | NED 14 | ITA 16 | ITA Ki | MAL 12 | MAL Ki | GBR 9 | GBR Ki | ITA Ki | ITA 15 | USA 14 | USA 12 | GER Ki | GER 15 | FRA 16 | FRA 16 | SPA | SPA | QAT Ki | QAT Ki | 18.  | 33     |